# Геркулес душить Немейського лева (картина)
Геркулес душить Немейського лева - картина відомого іспанського живописця, представника епохи бароко Пітера Пауля Рубенса.

## Сюжет
Головна тема картини — зображення боротьби Геракла (римська версія імені — Геркулес) з Немейським левом, міфічним звіром із непроникною шкірою, якого герой мав перемогти в рамках своїх подвигів. Відповідно з давньогрецькими міфами, Немейський лев тероризував околиці міста Немеї. Жодна зброя не могла його вразити, і Геракл був змушений задушити левими голими руками. Після перемоги герой зняв витрату звіра й почав використовувати її як броню, що стала його характерним атрибутом.

## Історія сюжету
Цей ескіз може ймовірно може стосуватися замовлення, отримане Рубенсом у 1639 році для серії сцен полювання, призначеної для королівського палацу в Мадріді. На цьому першому зображенні з дванадцяти подвигів Геракла: боротьба з левом, якого богиня Гера послала загрожувати регіону Немеї в південній Греції. Після перемоги Геракл вдягнув на себе непроникну шкоду лева. Під час перебування в Римі Рубенс створив етюди скульптури Фарнезького Геркулеса — одну з найвідоміших робіт античності. М'язистий герой, який здобув безсмертя завдяки своїм діянням, був із його улюбленими темами.
Рубенс у цій роботі також звертається до теми людської сили й здатності протистояти випробуванням, що, у свій час, підсилює алегоричний характер зображення подвигів Геракла як символ перемоги над труднощами.

## Матеріали та техніка
Картина «Геркулес душить Немейского лева» була створена за допомогою таких художніх матеріалів, як червона, жовта і чорна крейд, які надають зображенню теплоти і контрасту. Крім того, художник використав пензель і туш для деталізації фігур та контурів, підкреслюючи динаміку сцени. Гуаш на папері забезпечує глибину й багатошаровість кольорам. Завдяки такій техніці зображення стає насиченим і виразним, передаючи драматизм міфічної боротьби між Геркулесом та левом.

## Ідея створення
При написанні міфологічної серії картин, Сурбаран звертається до «Дванадцяти подвигів Геракла» маркиза де Вільєні, «Тайної філософії» Хуана Переса де Мойї (1585) та «Театру богів ніжності» Бальтасара де Вітторії (1620-1624). Вільена, описуючи сцену зліва, розмістив його притулок на стрімкому кам'янистому місці, що також було проілюстровано естампом у книзі.